# Kigobogobo
Kigobogobo är ett periodiskt vattendrag i Burundi.   Det ligger i provinsen Cibitoke, i den nordvästra delen av landet, 40 kilometer norr om huvudstaden Bujumbura.
Omgivningarna runt Kigobogobo är en mosaik av jordbruksmark och naturlig växtlighet. Runt Kigobogobo är det tätbefolkat, med 383 invånare per kvadratkilometer.